# Andy Tennant
Andy Tennant (n. 1955, Chicago, Illinois) este un regizor american, scenarist și dansator.

## Legături externe
- Andy Tennant la Internet Movie Database

1. 1 2  www.acmi.net.au
2. ↑  „Andy Tennant”, Gemeinsame Normdatei, accesat în 15 decembrie 2014